# Protoprocyon
Protoprocyon — вимерлий рід хижих, що жив у США (Небраска) (1 колекція). Рід містить такі види: Protoprocyon savagei.